# Louis Moholo
Louis Tebugo Moholo est un batteur de jazz sud-africain né le 10 mars 1940 au Cap (province du Cap de Bonne-Espérance, Union d'Afrique du Sud) et mort le 13 juin 2025 dans la même ville.

## Biographie
Alors que son père est pianiste et que sa mère et sa sœur chantent, Louis Moholo apprend seul la batterie. En 1962, il obtient le prix de meilleur batteur au festival de jazz de Johannesburg.
En 1963, Louis Moholo rejoint Chris McGregor et le groupe The Blue Notes. Il émigre en Europe avec eux en 1964, et s'installe définitivement à Londres en 1965, où il s'intègre à la communauté sud-africaine en exil qui apportera une importante contribution au jazz anglais, notamment avec le Brotherhood of Breath de Chris McGregor. En 1966, il participe à une tournée à Buenos Aires en Argentine, où il joue au Theatron avec Steve Lacy, Johnny Dyani et Enrico Rava et enregistre l'album The Forest and the Zoo avec les mêmes musiciens.
Louis Moholo participe au Brotherhood of Breath dans les années 1970 aux côtés de plusieurs exilés sud-africains, et des musiciens anglais de free jazz (John Surman, Evan Parker...). Il fonde les orchestres « Viva-La-Black » et the « Dedication Orchestra ».
En 1977, il participe au FESTAC 77, un festival des cultures et arts noirs et africains qui se tient à Lagos, au Nigeria, et réunit près de 60 pays.
Louis Moholo a joué avec de nombreux musiciens de la scène free européenne : Derek Bailey, Steve Lacy, Evan Parker, Enrico Rava, Roswell Rudd, Irène Schweizer, Cecil Taylor, John Tchicai, Archie Shepp, Peter Brötzmann, Keith Tippett, Elton Dean.
Louis Moholo est retourné en Afrique du Sud en septembre 2005, se produisant avec George E. Lewis au festival de musique électronique UNYAZI à Johannesburg . Il a ensuite adopté le nom de Louis Moholo-Moholo , plus authentique sur le plan ethnique. En mars 2017, le promoteur sud-africain Slow Life a produit un spectacle à l'Olympia Bakery de Kalk Bay , au Cap, où Moholo s'est produit aux côtés de Mark Fransman, Reza Khota, Keenan Ahrends et Brydon Bolton.
Louis Moholo meurt à l'âge de 85 ans le 13 juin 2025 au Cap (Cap-Occidental, Afrique du Sud).